# Uderns
Uderns é um município da Áustria, situado no distrito de Schwaz, no estado do Tirol. Tem 6,72 km² de área e sua população em 2019 foi estimada em 1.850 habitantes.